# COMPAS (소프트웨어)
COMPAS(Correctional Offender Management Profiling for Alternative Sanctions, 대체 제재를 위한 교정 범죄자 관리 프로파일링)은 노스포인트(Northpointe, 현 Equivant)가 개발하고 소유한 사례 관리 및 의사결정 지원 도구로, 피고가 재범이 될 가능성을 평가하기 위해 미국 법원에서 사용한다.
COMPAS는 미국 뉴욕주, 위스콘신주, 캘리포니아주, 플로리다주 브로워드군 및 기타 관할권에서 사용되었다.

## 같이 보기
- 알고리즘 편향
- Garbage in, garbage out